# Платти, Йожеф фон
Йожеф (фон) Платти (венг. Platthy József; 17 декабря 1900, Каранчкеси, Ноград — 21 декабря 1990, Будапешт) — венгерский военный, призёр Олимпийских игр по конному спорту.
Йожеф Платти родился в 1900 году в деревне Каранчкеси медье Ноград, закончил военную академию «Людовика». С 1924 года начал участвовать в состязаниях по конному спорту, в 1930-х годах восемь раз становился чемпионом Венгрии. В 1936 году на Олимпийских играх в Берлине завоевал бронзовую медаль в конкуре.
Во время Второй мировой войны Йожеф Платти воевал на Восточном фронте, в 1944 году был произведён в подполковники. В 1945 году сдался в плен британцам, осенью 1946 года вернулся в Венгрию.